# Antje Peveling
Antje Peveling (* 15. August 1988 in Rostock; geborene Antje Lenz) ist eine ehemalige deutsche Handballspielerin.

## Karriere
Antje Peveling spielte in ihrer Jugend beim PSV Rostock, mit dem sie 2004 und 2005 deutsche Jugendmeisterin wurde. Später spielte die 1,81 Meter große Torfrau mit dem Rostocker HC in der 2. Handball-Bundesliga. 2009 wechselte Peveling zum Bundesligaaufsteiger SVG Celle, mit dem sie 2010 in die 2. Liga abstieg, in der Folgesaison aber den sofortigen Wiederaufstieg schaffte. Ab 2011 stand sie beim Buxtehuder SV unter Vertrag. Mit dem BSV gewann sie 2015 und 2017 den DHB-Pokal. In der Saison 2019/20 pausiert sie schwangerschaftsbedingt. Anschließend beendete sie ihre Karriere.
Antje Peveling bestritt fünf Länderspiele für die deutsche Juniorinnen-Nationalmannschaft, mit der sie die Juniorinnen-Weltmeisterschaft 2008 in Mazedonien gewann.

## Privates
Sie ist mit dem Handballspieler Jan Peveling verheiratet.